# Live and Let Live (10cc)
Live and Let Live ist das erste Live-Album von 10cc, veröffentlicht im Herbst 1977.

## Entstehung
Das Album wurde aufgenommen am 16. Juli 1977 und am 17. Juli 1977 im Odeon Theater in London und am 18. Juni 1977 sowie am 20. Juni 1977 im  Apollo-Theater in Manchester. Die Hauptkritik zu der Zeit war, dass 10cc nur Lieder von Stewart und Gouldman spielten, und die großen Hits wie Rubber Bullets, Donna, Life Is a Minestrone und The Dean and I wegließen. Als Single wurde The Wall Street Shuffle in Amerika ausgekoppelt.
Das Album erreichte Platz 14 der Charts in Großbritannien.

## Titelliste
1. The Second Sitting for the Last Supper (Stewart, Gouldman, Godley, Creme) – 5:22
2. You’ve Got a Cold – 3:57
3. Honeymoon With B Troop – 3:56
4. Art for Art’s Sake – 7:14
5. People in Love – 4:11
6. The Wall Street Shuffle – 4:12
7. Ships Don’t Disappear in the Night (Do They?) – 7:33
8. I’m Mandy, Fly Me – 6:03
9. Marriage Bureau Rendezvous – 4:20
10. Good Morning Judge – 3:11
11. Feel the Benefit – 13:35
12. The Things We Do for Love – 3:49
13. Waterfall – 7:48
14. I’m Not in Love – 6:59
15. Modern Man Blues – 8:05

Alle Songs wurden von  Eric Stewart und Graham Gouldman geschrieben. 

## Besetzung
- Eric Stewart: Gesang, Gitarre, Klavier, E-Piano
- Graham Gouldman: Bass-Gitarre, Gesang, Leadgitarre
- Rick Fenn: Hintergrund-Gesang, E-Bass, Gitarre
- Tony O’Malley: Gesang, Klavier, Orgel, Clavoline, Minimoog, Polymoog
- Paul Burgess: Schlagzeug, Percussion, E-Piano
- Stuart Tosh: Hintergrund-Gesang, Schlagzeug, Perkussion